# Списак министара Совјетског Савеза
Списак министара Совјетског Савеза је раздвојен на спискове:
- Списак совјетских министара иностраних послова
- Списак совјетских министара одбране
- Списак совјетских министара унутрашњих послова
- Списак совјетских министара финансија